# Europejska fundacja polityczna
Europejska fundacja polityczna, formalnie „polityczna fundacja na szczeblu europejskim”, nieformalnie „eurofundacja”, jest think tankiem współpracującym, ale niezależnym od europartii. Działalność finansowana jest przez Parlament Europejski. Ich celem jest opracowywanie koncepcji politycznych i poddawanie ich publicznej dyskusji. 16 marca 2009 działało dziewięć eurofundacji.

## Rozwój

### 2003
Przepisy Parlamentu Europejskiego i Rady (EC) Nr 2004/2003 z 4 listopada 2003 definiują europartię i przepisy stosowanie w odniesieniu do niej.

### 2007
Przepisy te zmieniono znaczącą na mocy dokumentu (EC) No 1524/2007 z 18 grudnia 2007. Poprawka ta uwzględnia wysunięty wcześniej koncept eurofundacji, organu prawnie autonomicznego wobec europartii, powołanego w celu rozpowszechniania idei wśród szerszego ogółu.
Wstępnie przeznaczono milion dolarów na projekty pilotażowe, termin zaproszenia do składania wniosków DG/EAC/29/2007 upływał 28 sierpnia. Dziesięć organizacji zostało wybranych (po jednej dla każdej europartii) oraz przydzielono finanse z terminem spłaty 31 sierpnia 2008. Szczegóły opublikowano na stronie Komisji Europejskiej.

## Przepisy
Na dzień 1 listopada 2008, eurofundacje obowiązują Przepisy Parlamentu Europejskiego i Rady (EC) Nr 2004/2003 z 4 listopada 2003, z późniejszymi zmianami uwzględniając procedurę współdecydowania. Zestawienie przepisów Komisji Europejskiej poniżej na stronie.

## Finansowanie
W 2008 r. przyznano w sumie 5 milionów euro.

## Eurofundacje
Na przełomie 2007/2008 założono 10 pilotażowych eurofundacji, z czego dziewięć nadal działa (stan na 16 marca 2009).
| Fundacja                                                                                       | Adres                                     | Współpraca z partią                                      | Kwota dotacji (€) | Obecny status eurofundacji | Uwagi |
| ---------------------------------------------------------------------------------------------- | ----------------------------------------- | -------------------------------------------------------- | ----------------- | -------------------------- | --- |
| Centre for European Studies (Centrum Badań Europejskich)                                       | 10 Rue du Commerce, Bruksela 1000, Belgia | Europejska Partia Ludowa                                 | 313 820           | Aktywna                    | strona internetowa |
| Foundation for European Progressive Studies (Fundacja Progresywnych Badań Europejskich)        | 98 Rue du Trône, Bruksela 1050, Belgia    | Partia Europejskich Socjalistów                          | 286 200           | Aktywna                    | strona internetowa |
| European Liberal Forum (Europejskie Forum Liberalne)                                           | 31 Rue Montoyer, Bruksela 1000, Belgia    | Partia Europejskich Liberałów, Demokratów i Reformatorów | 107 910           | Aktywna                    | blog |
| Zielona Fundacja Europejska (Green European Foundation)                                        | 15 Rue d’Arlon, Bruksela 1050, Belgia     | Europejska Partia Zielonych                              | 61.450            | Aktywna                    | http://www.gef.eu/ |
| Institute of European Democrats (Instytut Europejskich Demokratów)                             | 4 Rue d’Industrie, Bruksela 1000, Belgia  | Europejska Partia Demokratyczna                          | 51 410            | Aktywna                    | strona internetowa |
| Transform Europe (Zmienić Europę)                                                              | 30 Rue du Parnasse, Bruksela 1050, Belgia | Europejska Partia Lewicy                                 | 40 000            | Aktywna                    | strona internetowa |
| EUROPA – Osservatorio sulle politiche dell’unione (EUROPA – Obserwatorium Partii Politycznych) | 113 Via del Seminario, Rzym 00186, Włochy | Sojusz na rzecz Europy Narodów                           | 48 900            | Aktywna                    | Dzieli stronę z Osservatorio Parlamentare tutaj i stowarzyszona fundacją tutaj. |
| Les Refondateurs Européens (Reformatorzy Europejscy)                                           | 34 Rue Pasteur, Lyon 69007, Francja       | Sojusz Niezależnych Demokratów w Europie                 | 36 000            | Zlikwidowana               | W kwietniu 2008 zmieniła nazwę na Association pour la Fédération Politique Européenne pour la Démocratie, strona internetowa tutaj, adres: Rue de la Cambre, 237, bte 4, Bruksela 1150, Belgia.                      |
| Foundation for EU Democracy (Fundacja na rzecz Demokracji Unii Europejskiej)                   | 203 Rue Belliard, Bruksela 1000, Belgia   | Europejscy Demokraci                                     | 22 530            | Aktywna                    | strona internetowa Opublikowała Consolidated Lisbon Treaty – Reader Friendly Edition (Traktat Lizboński – wersja przyjazna czytelnikom) wykorzystywanym w czasie irlandzkiego referendum dot. Traktatu Lizbońskiego. |
| Centre Maurits Coppieters                                                                      | 19 Woeringenstraat, Bruksela 1000, Belgia | Wolny Sojusz Europejski                                  | 21 280            | Aktywna                    | strona internetowa |

## Zaproponowane eurofundacje
Pierwszego listopada 2008 Declan Ganley zarejestrował w Dublinie firmę Libertas Foundation Ltd, która w zamierzeniu miała działać jako “eurofundacja partii Libertas”. Ganley próbował uzyskac poparcie ze strony UE i finance w wysokości 111.000 euro w lutym 2009, ale jego wniosek odrzucono, ponieważ wszyscy członkowie zarządu wywodzili się z tego samego państwa, a nazwa fundacji była taka sama jak partii finansowanej przez Ganleya. Na tym samym zebraniu Delegatury Parlamentu Europejskiego postanowiono o czasowym uznaniu partii Libertas oraz pozbawiono funduszy Sojusz Niezależnych Demokratów w Europie.